# Максимов Костянтин Олександрович
Костянтин Олександрович Максимов (29 квітня 1917, станція Лозова Харківської губернії, тепер місто Харківської області — 23 січня 2007, місто Алмати, Республіка Казахстан) — військовий діяч СРСР, політпрацівник, член Військової ради — начальник Політуправління Центральної групи військ, генерал-лейтенант. Депутат Верховної Ради УРСР 9-го скликання. 

## Біографія
У 1939 році закінчив історичний факультет Харківського педагогічного інституту, працював викладачем педагогічної школи у місті Лозова Харківської області.
У Червоній армії з жовтня 1939 року.
Учасник радянсько-німецької війни з 1941 року. Служив командиром кулеметного розрахунку, командиром взводу, командиром роти, відповідальним секретарем бюро ВЛКСМ мотострілецького полку, комісаром батальйону, помічником начальника політвідділу 16-го гвардійського стрілецького корпусу по роботі серед комсомольців. Воював на Західному, 3-му Білоруському фронтах.
Член ВКП(б) з 1942 року.
Після війни продовжив службу на політичній роботі в Радянській Армії. 
Займав відповідальні посади в політичних управліннях Північно-Кавказького, Туркестанського військових округів. Служив заступником командира полку, заступником командира дивізії, заступником командира корпусу по політичній роботі.
У 1965—1969 роках — заступник начальника Політуправління Туркестанського військового округу.
У 1969—1973 роках — член Військової ради — начальник Політуправління Середньоазіатського військового округу.
У 1973 — грудні 1979 року — член Військової ради — начальник Політуправління Центральної групи військ (Чехословаччина).
З грудня 1979 року — у відставці. Працював заступником голови Партійної комісії при ЦК КП Казахстану.
Потім — на пенсії в місті Алмати.

## Звання
- заступник політрука
- політрук
- майор
- генерал-майор
- генерал-лейтенант

## Нагороди
- два ордени Червоного Прапора (28.1.1942;)
- три ордени Червоної Зірки (19.04.1942;)
- орден Вітчизняної війни 1-го ст.
- орден Вітчизняної війни 2-го ст. (1944)
- орден «За службу Батьківщині у Збройних Силах СРСР» 3-го ст.
- ордени
- медалі